# 神田うの
神田 うの（かんだ うの、本名：西村 うの（旧姓：神田）、1975年3月28日 - ）は、日本のタレント・ファッションデザイナー・ファッションモデル。夫は実業家の西村拓郎。

## 来歴

### 生い立ち
旧通産省の元技官（大分県出身、東京大学工学部卒業、東大大学院修了）の父の第一子として出生。東京都目黒区に生まれる。本名である「うの」は、持統天皇の幼名「鵜野讃良皇女（うののさららのひめみこ）」が由来であり、幼いころはこの「ひめみこ」をとって両親や祖母から「ヒメ」と呼ばれて育つ。
父親の赴任に伴い、1歳のときにインドネシアのジャカルタに移住。4歳まで同地で過ごしたのち日本に帰国し、神奈川県横浜市栄区に居住した。
5歳のときにバレエをはじめる。松山バレエ団に所属していた。
1985年に神奈川県川崎市中原区へ転居し、川崎市立木月小学校へ転入。その後、川崎市立住吉中学校、白鵬女子高等学校卒業。

### モデルからタレントに
子どものころから街を歩くたびに芸能事務所からスカウトされ続けるが、家族には芸能界入りを反対されていた。自身も芸能活動には関心がなかったが、ファッションが好きであったことからモデル事務所からのスカウトに関心を持つ。親を説得して14歳（1989年）でスペースクラフト・エンタテインメントに所属し、モデルとしてのキャリアを始める。広告などのモデルを経て、17歳のときに雑誌『プチセブン』（小学館）のモデルとしてデビュー。
19歳から『学校では教えてくれないこと!!』や『笑っていいとも!』、『オールナイトフジ』、『タモリのSuperボキャブラ天国』などのバラエティー番組に出演。

### タレントプロデューサーとして
1999年、毛皮メーカーとのコラボレーションで「コスタ・モーダ・ウノ」ブランドを発表、その後サングラスブランド「U-NO」を発表し、現在ではストッキング・下着（Tuche' UK UNOKANDA トゥシェ・ユーケー）、和洋ウエディングドレス（Scena D'uno シェーナ・ドゥーノ）、ウェディングドレス（UNO et L‘ETOILE ウノ・エレトワール）、振袖（Scena D'uno Salala シェーナ・ドゥーノ　サララ）、ジュエリー（DUNOA デュノア）、ゴールドジュエリー（Umpresse アンプレーゼ）、の自己ブランドのタレントプロデューサー。
2005年春に南青山に豪邸（通称・パンスト御殿）を建てたことで話題になった。
2008年5月29日、自身のブランド「UNO KANDA」を始める。パーティー・バッグ、ビジネス・バッグ、財布、パス・ケースを発表。
2011年5月10日に妊娠5ヶ月であることをブログで発表し、妊娠中も自身の美意識に沿った生活を続け、マタニティードレスとしてデザインされた服ではなく、日頃から愛用しているブランドの服を着用。腹部を圧迫しないチュニックやワンピースを選んでいた。靴も普段から履き慣れているという理由からハイヒールを愛用した。妊娠9ヶ月に入ってからヌード写真を撮影（2011年10月26日発売・『an・an』に掲載）。
2020年6月30日、スペースクラフト・エンタテインメントを退社。
2021年11月1日、「AtelierUNO エイジレスナイトブラ」をプロデュース。

## 人物
20年間「嫌われ有名人ランキング」に入っており、若いころはバッシングへの対処に悩み、落ち込んでいた日々もあったが、次第にランキング自体を面白がれるようになり、気にならなくなったと話している。
「趣味は結婚式」と公言しており、2007年10月明治神宮、2008年4月グアム、2008年7月ハワイ、2008年10月サイパン、2008年12月バリ島、2009年7月モルディブ、2010年3月ケアンズ、とこれまで7回の結婚式を挙げている。
2009年7月にモルディブで体験ダイビングを経験した事を契機に、10月にPADIのオープン・ウォーター・ダイバー、11月にはアドヴァンスド・オープン・ウォーター・ダイバーのライセンスを取得した。
2011年3月17日、東日本大震災の被災者に1000万円を寄付した。
2016年6月放送の『しくじり先生 俺みたいになるな!!』（テレビ朝日系）に出演し、自身のKY的な言動とその反省について語った。
伊東美咲と親交があり、伊東からプレゼントされた電子レンジ用のシリコンスチーマーを愛用している。
「芸能界イチのKY」を自認し、KYキャラ自体は仕事上のものではなく、素であったと話した。KY的な言動による世間からのバッシングには、「私という人間を変えてまで世の中に合わせようとは思わない」としていたが、2012年から2014年にかけて、信頼していたベビーシッターから1300万円相当のバッグや貴金属を窃盗される事件が起こり、これについても世間から「自慢するな」とバッシングを受けたことをきっかけに「自分を変えなければいけない」と考えるようになったという。番組の終盤では「必ず脱KYの母親になります」と宣言し、以下のKY改善のための5項目を紹介した。
- 「自分の事を『私』と呼ぶ」
- 「なんでもあけすけに発言しない」
- 「自分の常識を相手に押し付けない」
- 「周りが叱ってくれたら素直に受け取る」
- 「ブログはアップ前に誰かにチェックしてもらう」

2020年、料理中に電気コードをくぐろうとしたところ、横にあった棚の角の金属部分に瞼を強打し流血、6針縫う大怪我を負った。「お岩さん」と自身が形容するほど腫れたが、「これが娘でなくて本当によかった」としている。自身のYouTubeチャンネルに投稿した動画の中で怪我にいたる経緯を詳しく話している。

### 家族
父親は元・通産官僚で京葉ガス顧問や高知工科大学客員教授を務めた神田淳。2人の弟がおり、長弟は漫才コンビ「ハマカーン」の神田伸一郎。夫は日拓グループ代表取締役社長の西村拓郎。西村とは、1998年11月5日、23歳のときに知り合い、約8年を経て結納を交わし、報道陣に億単位の婚約指輪（約5カラットのダイヤモンド）を披露した。2007年10月8日に挙式を行う。新婚旅行はドバイ。2011年10月22日、第一子女児を出産。なお、長女を出産後、3度の流産を経験している。娘の教育には熱心であり、英才教育を数多く受けさせている。

## 出演

### テレビドラマ
- オンリー・ユー〜愛されて〜（1996年、日本テレビ） - 大石チカ 役
- 隣人は秘かに笑う（1999年、日本テレビ） - 桜沢美里 役
- ナースのお仕事3（2000年、フジテレビ） - 赤木まどか 役
- 北条時宗（NHK大河ドラマ） - 蓮華 役
- ビューティ7（2001年、日本テレビ） - 和泉サクラ 役
- サトラレ（2002年、テレビ朝日） - 中田千春 役
- 赤い奇跡（2006年、TBS） - 栗原冬華 役
- プリマダム （2006年、日本テレビ） - 笑子 役
- コシノ家の闘う女たち〜肝っ玉お母ちゃんとパワフル三姉妹（2006年、日本テレビ） - コシノミチコ 役
- 探偵M（2009年10月28日、日本テレビ） - 東薫 役
- DASADA（2020年1月16日 - 3月19日、日本テレビ） - 沙織の母 役[14]

### テレビ番組
- アイドルオンステージ（1996年 - 1997年、NHK BS2）
- ミュージック・ジャンプ（1997年 - 2000年、NHK BS2）
- 狸穴東京（日本テレビ）
- 王様のブランチ（1996年4月 - 1997年9月、TBS）
- 筋肉番付（TBS）
- マダムんむん（TBS）
- オールナイトフジ・リターンズ（フジテレビ）
- P-STOCK（フジテレビ）
- 学校では教えてくれないこと!!（1994年、フジテレビ）
- なるほど!ザ・ワールド（フジテレビ） - 不定期出演
- クイズ世界はSHOW by ショーバイ!!（日本テレビ） - 不定期出演
- 世界の超豪華・珍品料理（フジテレビ） - 不定期出演
- 少年少女B（テレビ朝日）
- ピカイチ（テレビ朝日）
- モデルファクトリー（テレビ東京）
- イトイ式（TBS）
- タモリのSuperボキャブラ天国（1994年 - 1996年、フジテレビ） - 不定期出演
- 幸せの☆一番星（1996年、日本テレビ）
- バケツでごはん（1996年、読売テレビ） - ミンクのミミ役。
テレビアニメ。エンディングテーマ「あにまるRock'n Roll」も歌唱している。
- 輝け!噂のテンベストSHOW（1996年、読売テレビ）
- どっちの料理ショー（読売テレビ） - 初期にレギュラー出演
- 微笑みを返したい! ヒマラヤの麓から・医療ボランティアAMDAの闘い（1999年、フジテレビ）
- ノンストップ!毎週木曜レギュラー（2012年4月 - 2016年9月30日、フジテレビ）
- 坂上目線（2014年、テレビ東京）
- 相席食堂（2019年）

### ラジオ
- 晩晩五星「錦織一清と神田うののザ・ライブ」（1995年4月10日 - 10月2日、MBSラジオ）

### 映画
- ウルトラマンゼアス2（1997年公開） - 影美 役
- 御法度（1999年12月18公開、大島渚監督） - 錦木丈夫 役
  - 2000年カンヌ国際映画祭出品作品
- ナースのお仕事ザ・ムービー（2002年公開、東宝） - 赤木まどか 役
- 劇場版ポケットモンスター 水の都の護神 ラティアスとラティオス（2002年、東宝） - ザンナー 役
- BABY BABY BABY! -ベイビィ ベイビィ ベイビィ-（2009年5月公開、東映） - 佐伯レイナ 役
- ハイブリッド刑事（2011年1月公開、蛙男商会、TOHOシネマズ、トヨタ店）
- 怪奇タクシー（2022年8月5日公開、ギグリーボックス、夏目大一朗監督） - 高石勝枝 役　※特別出演[15]

### CM・広告
- ホーユー「beauteenヘアケア商品」（1995年12月1日 - 1996年11月30日）
- 明星食品「鬼天うどん・鬼玉そば」（1995年12月12日 - 1996年4月15日）
- 日本生命保険「企業広告キャンペーン」（1996年3月25日 - 1997年9月24日）
- サッポロビール「アパニスポーツウォーター」（1996年4月1日 - 1998年7月30日）
- ピップフジモト「ピップエレキバン」（1996年6月1日 - 1998年5月31日）
- サントリー「コーヒーボスセブン」（1996年6月1日 - 1998年5月31日）
- リクルートフロムエー「じゃマール」（1996年7月9日 - 1997年12月31日）
- プロトコーポレーション「中古車情報誌GOO」（1996年9月1日 - 1998年5月31日）
- ダイハツ工業「テリオス」（1997年3月11日 - 1998年9月10日）
- エヌエス商事「エステサロン・エルセーヌ」（1997年6月1日 - 1998年5月31日）
- サンエー・インターナショナル「プライベートレーベル」（1997年8月23日 - 1998年8月22日）
- 日本リーバ「ポンズ」（1998年4月10日 - 7月9日）
- キッコーマン「梅かつおつゆ」（1999年4月18日 - 7月17日）
- 不二ビューティ「たかの友梨ビューティークリニック」（1999年7月10日 - 2000年10月9日）
- 賃貸住宅ニュース社「週刊CHINTAI」（1999年8月15日 - 2000年8月14日）
- ジャパンエンバ「コスタモーダウーノ」（1999年8月30日 - 2001年8月29日）
- コーセー コスメポート「新サロンスタイル・ソフティモ」（2000年1月1日 - ）
- 翼システム「カーコンビニ倶楽部」（2000年 -2009年）親交のある美川憲一と共演
- ライブドア「企業企画」（2000年5月1日 - 10月31日）
- ユーシーカード「UCカード」（2000年4月1日 - 2001年3月31日）
- グンゼ「SABRINA」（1999年12月1日 - 2001年11月30日）
- 全国牛乳普及協会「牛乳普及キャンペーン」（2000年9月1日 - 2001年3月31日）
- 賃貸住宅ニュース社「週刊CHINTAI」（2000年8月15日 - 2002年8月14日）
- ハウス食品「さわやか吐息」（2001年8月7日 - 2003年3月31日）
- エバーライフ
  - 「エバー米(ライス)」（2010年1月1日 - )
  - 「美・皇潤」（2011年3月1日 - ）
- アクアクララ「ウォーターサーバー」（2012年3月1日 - ）
- DHC「フォースコリー」（2014年5月15日 - ）
- E-seeds「YURiiRO」（2025年7月 - ） - アンバサダー

### PV
- 中森明菜「花よ踊れ」（2006年）

## 作品

### シングル
- JESUS!JESUS!（1994年）
- あにまる Rock’n Roll（1996年5月8日） - 「ミンクのMimi」名義

## 受賞歴
- 1995年 第33回ゴールデン・アロー賞新人賞（芸能）受賞
- 1997年 ネイリスト協会ネイルクィーン賞受賞
- 1998年 長野パラリンピック オープニングセレモニー「HOPE」主演
- 1999年 第43回日本ファッション・エディターズ・クラブ賞受賞
- 1999年 第43回セレブリティ・オブ・ザ・イヤー受賞
- 2000年 広告大賞「ボス」
- 2000年 ヘアービューティー2000受賞
- 2001年 ホーユー・ヘアカラーリングアワード・グランプリ受賞[16]
- 2003年4月 サーブルドール騎士団駐日大使館名誉会員受賞
- 2005年 ボジョレーワイン騎士号受賞
- 2005年 第3回パーカッシオ美脚大賞受賞
- 2008年 第1回シューズベストドレッサー賞女性部門受賞
- 2010年 第11回ベストスイマー賞受賞

## 書籍

### 単著
- 『神田うの』（1998年8月、筑摩書房） - 語録集
- 『うのはUNO』（2005年10月、ベストセラーズ） - エッセイ
- 『ミセスUNO』(2009年11月、ベストセラーズ） - エッセイ
- 『うの樫木やせ』(2012年9月、小学館）
- 『女も殿であれ! 〜UNO式サクセスルール〜』（2016年5月10日、講談社）[17]

### 写真集
- 『UNO』 撮影：宮沢正明 （1996年10月、朝日出版社）
- 『GREAT NUDY UNO KANDA 2000』（たかの友梨ビューティクリニック 限定非売品）

### 雑誌
- プチセブン
- 『別冊ダンスマガジン バレエって、何?』（1993年10月、新書館）
初版本でレッスン写真の撮影モデルとして掲載
- 『神田うののゆかた美人しましょ』（1996年7月、日本ヴォーグ社）
- ムック『ウノダイアモンド』（2006年10月、アスコム）
- ムック『うの式　幸せのつくり方 ウノダイアモンド』（2007年11月、アスコム）

## クリエイターとしての活動履歴
- AtelierUno（アトリエウーノ）ナイトブラ
- グンゼ「Tuche」（トゥシェ）ストッキング&下着
- クラウディア「Scena D'uno」（シェーナ・ドゥーノ）ウエディングドレス・和装
「Scena D'uno Salala」（シェーナ・ドゥーノ　サララ）成人式振袖
「UNO et L'ETOILE」（ウノ・エレトワール）シェーナ・ドゥーノのセカンドライン
- Gohshoジュエリー「DuNoA」（デュノア）「Umpresse」（アンプレーゼ）
- UNO KANDAバッグ・財布・パスケース・日傘・アンブレラ・手袋
- UNO UNOママ＆ベビーのための妊娠・子育てグッズの新ブランド